# Mass Effect: Redemption
Mass Effect: Redemption là một mini-series truyện tranh bốn phần. Thiết lập trong vũ trụ Mass Effect, Redemption diễn ra hai năm trước các sự kiện của Mass Effect 2 . Số đầu tiên của nó được phát hành vào ngày 6 tháng 1 năm 2010 .

## Lịch sử xuất bản
Mass Effect: Redemption được tiết lộ vào ngày 21 tháng 7 năm 2009. Nó là một mini-series truyện tranh bốn phần dựa trên các trò chơi Mass Effect. Truyện tranh này được xuất bản bởi Dark Horse Comics và được viết bởi Mac Walters, nhà văn chính của Mass Effect, với kịch bản của John Jackson Miller và nghệ thuật của Omar Francia, với cả hai trong số họ đã từng làm việc trên truyện tranh liên quan đến Star Wars .

## Cốt truyện
Các sự kiện trong Mass Effect: Redemption là liên quan nội dung tải về được sản xuất cho Mass Effect 2 có tựa đề "Lair of the Shadow Broker".. Theo Mac Walters, mini-series truyện tranh này sẽ "mở rộng trên những nhân vật mà chúng tôi đã không thực sự khám phá trong Mass Effect [đầu tiên] và cũng đang tìm kiếm cơ hội mở rộng hơn nữa trong DLC." 
Tường thuật trong Redemption bắt đầu với Tư lệnh Shepard biến mất một cách bí ẩn trong hệ Terminus, cũng như sự mất liên lạc của SSV Normandy và phi hành đoàn của nó. Cả Shadow Broker (làm việc cho Collector) và Liara T'Soni (giúp Cerberus) đều tìm cách thu hồi xác chết của Tư lệnh Shepard. Trước khi Tazzik, một đặc vụ của Shadow Broker đem được xác của Shepard cho Collector, Liara đã cướp lại được, với sự giúp đỡ của một drell tên Feron, người bị bắt trong quá trình, và chuyển cái xác cho Cerberus, hy vọng rằng họ có thể có thể làm sống lại Shepard.